# جبل نقم

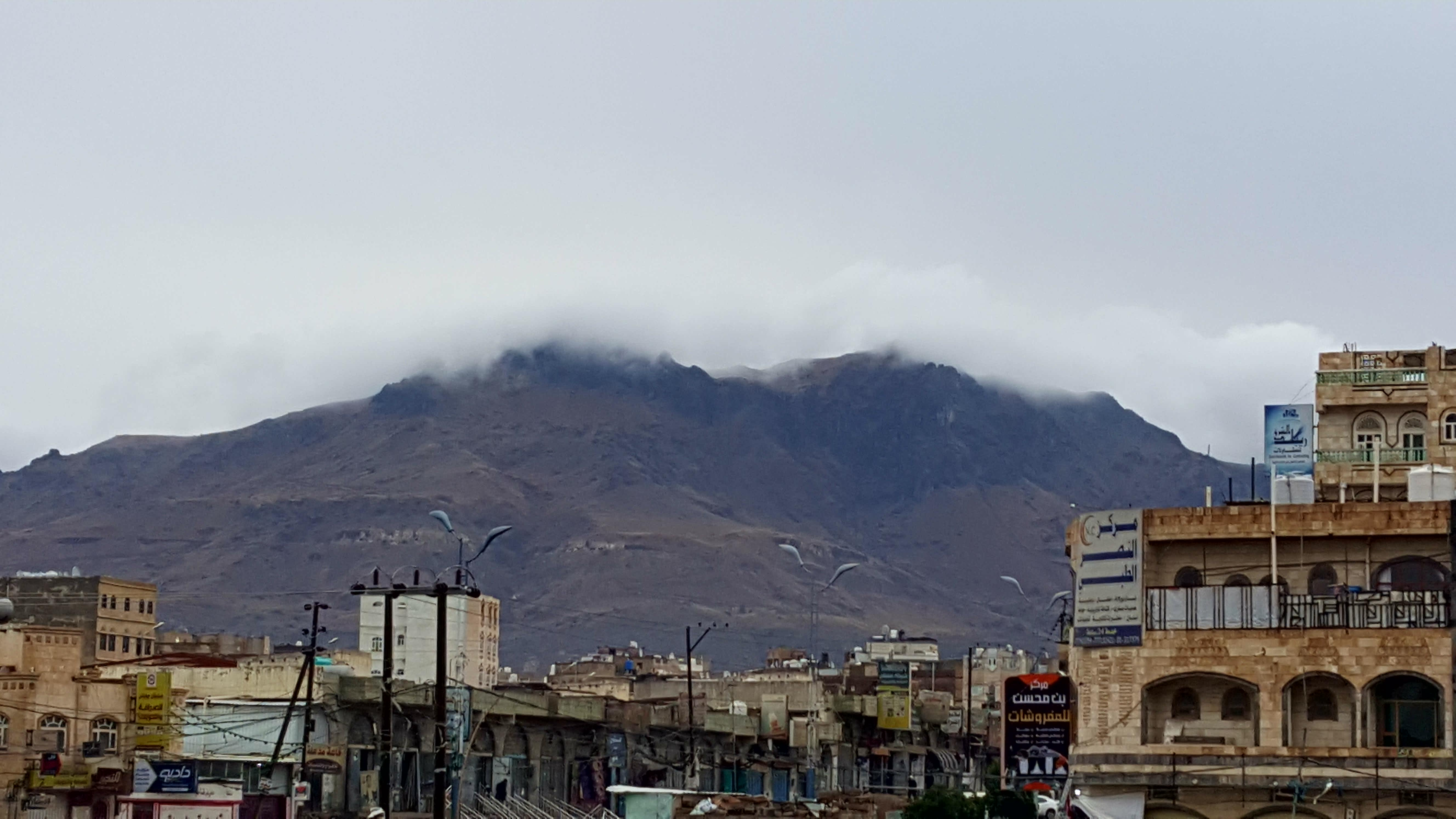
جبل نقم يعلوه الضباب.

جبل نقم واسمه قديما جبل غيمان وهو جبل يقع في محافظة صنعاء ويبلغ ارتفاعه 2800 متر.

## التسمية يسمى جبل غيثان قديما وتم تغيير اسمه إلى جبل نقم عند دخول الاحباش نسبة إلى نباتات تنموا على الجبل تسمى نقم (بضم النون وفتح القاف)
يسمى جبل نقم بجبل غيمان قديمًا أو بجبل صنعاء الشرقي، ويقابله جبل عيبان غرب صنعاء كما جاء على لسان الهمداني في كتابه «صفة جزيرة العرب» بقوله: «يقع نقم شرقا وجبل عيبان غرب صنعاء»، ويضيف الهمداني من وجهة نظر تاريخية وتعدينية: «لقد استخرج الحديد من هذا الجبل، وكانت أفضل سيوف اليمن في عصر ما قبل الإسلام منه». وهنا يسجل الهمداني وجود الحديد في هذا الجبل، ولذلك سبق العديد من الجيولوجيين الذين أيدوا اكتشافه لاحقًا.[رأي شخصي؟]

## جيولوجيا
ومن الناحية الجيولوجية يتكون جبل نقم من صخور بركانية من العصر الثلاثي، ويتضح أن عمر طبقاتها البازلتية السفلى 31 مليون عام، ثم تتناقص أعمارها لتصل إلى الصخور البازلتية الرباعية عند قمة الجبل، ونتيجة للحركات اللاحقة للعصر الثلاثي والرباعي فإن طبقات هذا الجبل البركانية تأثرت بهذه الحركات، ولم تستمر طبقاتها وسمكها وقواطعها كثيرًا، كما أن طبقات البازلت السفلى تعلوها طبقات أفقية من صخور الأجنمبرايت والريوليت ذات الألوان المختلفة، وتظهر خلال طبقات الجبل البركانية طبقات ترسبات الطين والتربة القديمة ويتراوح سمكها بين متر إلى بضعة سنتيمترات.

## تاريخ
ويشير بعض المؤرخين إلى أن أول من أطلق عليه اسم «نقم» هم الأحباش؛ نتيجة للمعارك التي كانت تدور بجانبه،[بحاجة لمصدر] وارتفاعه 2920 متر عن سطح البحر، ويعد أكبر جبل يطل على أمانة العاصمة. وتنتشر في الجبل العديد من المنحدرات، والأشجار، والممرات الوعرة، مما جعله مؤهلًا لأن يصبح موقعًا للتمركز العسكري. وكان العثمانيون أول من استخدم جبل نقم لتخزين الذخيرة والأسلحة أثناء حكمهم لليمن قبل مغادرتهم منها عام 1918،[بحاجة لمصدر] وتسليم مقاليد الحكم للإمام يحيى حميد الدين. ويوجد في الجبل آثار تعود للعثمانيين أبرزها قلعة «القشلة» أو «القلعة المثلثة» لشكلها المثلث.[بحاجة لمصدر] واشتهر جبل نقم في فترات تاريخية متعاقبة، منها حصار السبعين في صنعاء بين الجمهوريين والملكيين،[بحاجة لمصدر] واستخدم كمخازن أسلحة في عهد علي عبد الله صالح؛ [بحاجة لمصدر] لوجود أنفاق واسعة بداخله، وظل الأمر كذلك حتى سيطرة الحوثيين على صنعاء في 21 سبتمبر 2014 ، وبدء عاصفة الحزم؛ حيث استولى الحوثيون على الأسلحة، الأمر الذي أدى إلى أن تدمرها طائرات التحالف العربي.